# Ciwidey (plaats)
Ciwidey is een bestuurslaag in het regentschap Bandung van de provincie West-Java, Indonesië. Ciwidey telt 14.768 inwoners (volkstelling 2010).